# Magda Konopka
Magda Konopka (* 1943 in Warschau) ist ein früheres Model und Schauspielerin.

## Leben
Konopkas Vater war ein Großgrundbesitzer, ihre Mutter war Archäologin.
Ende der 1950er Jahre siedelte sie mit ihrer Familie nach London über. Dort arbeitete sie einige Zeit als Model. Massimo Serato überzeugte sie, nach Rom zu gehen.
1965 hatte sie eine erste Rolle in dem Film Thrilling. Im Dezember dieses Jahres heiratete Magda Konopka den frankokanadischen Milliardär Jean-Louis Dessy, die Scheidung fand bereits einige Monate später statt.
Zahlreiche Zeitschriften zeigten Konopka als Covergirl, so u. a. im Mai 1970 Penthouse und 5-mal beim italienischen Tempo.
Ihre Filmkarriere setzte sie in meist auf den breiten Markt hin produzierten Filmen bis Ende der 1970er Jahre fort.

## Filmografie (Auswahl)
- 1964: Becket (Becket)
- 1965: Thrilling
- 1966: Ergötzliche Nächte (Le piacevoli notti)
- 1967: Liebesnächte in der Taiga
- 1967: Segretissimo
- 1967: Der doppelte Coup des Chamäleons (Colpo doppio del camaleonte d'oro)
- 1968: Satanik
- 1968: Amigos (…e per tetto un cielo di stelle)
- 1969: La notte dei serpenti
- 1970: Hellboats – Grüße aus der Hölle (Hell Boats)
- 1970: Als Dinosaurier die Erde beherrschten (When Dinosaurs Ruled the Earth)
- 1971: Blindman, der Vollstrecker (Blindman)
- 1972: Die 2 (The Persuaders!, Fernsehserie, Folge 1x20)
- 1973: Lucky Luciano (Lucky Luciano)
- 1974: Supermänner gegen Amazonen (Superuomini, superdonne, superbotte)
- 1974: Catrice, die Nymphomanin (Prostituzione)
- 1975: Il vizio ha le calze nere
- 1975: Diabolicamente... Letizia
- 1976: La sposina
- 1976: Schlitzohren im Manöver (La campagnola bella)
- 1976: La cameriera nera
- 1976: La casa
- 1979: La zia di Monica